# Harmonix Music Systems
Harmonix Music Systems (lub Harmonix) – amerykański producent gier komputerowych z siedzibą w Cambridge, Massachusetts, założony w 1995 roku przez Alexa Rigopulosa i Erana Egozy’ego.
Gry wydane przez Harmonix: 
- Frequency
- Amplitude
- seria Karaoke Revolution
- EyeToy: AntiGrav
- Guitar Hero – część I i II
- seria Rock Band
- seria Dance Central
- VidRhythm